# Oronsay (Colonsay)
Pour les articles homonymes, voir Oronsay.
Ne doit pas être confondu avec Ornsay, Orosay ou Orsay.
Oronsay (en gaélique écossais : Orasaigh) est une petite île des Hébrides intérieures, en Écosse.
L'île est reliée à celle de Colonsay par une chaussée découverte à marée basse, appelée An Traigh (le Cordon). Selon le recensement de 2011, la population de l'île se limite à huit habitants vivant dans une ferme près des ruines du prieuré d'Oronsay, un ancien monastère. L'île n'a pas d'infrastructures d'accueil pour les visiteurs et est une propriété privée, détenue par un Américain. Son accès dépend principalement de la chaussée qui la relie à Colonsay. 

## Histoire
Au VIe siècle, Saint Columba débarque sur l'île lors de son voyage depuis l'Irlande vers Iona. Néanmoins, constatant qu'il voit encore l'Irlande depuis le sommet du Beinn Orasaigh, le point culminant, il décide de poursuivre vers l'est. Selon l'historien Watson, Oronsay pourrait être le site connu sous le nom d'Hinba, une île écossaise ayant abrité un petit monastère rattaché à l'église de Columba à Iona,. 
Le site d'un bateau-tombe viking a été découvert à Oronsay ainsi qu'à Colonsay, datant du milieu du IXe siècle, alors qu'elles dépendent du royaume de Man et des Îles. Après le traité de Perth de 1266, les Hébrides sont cédées au royaume d'Ecosse, permettant au gaélique écossais de redevenir la langue dominante dans la région.
Vers 1380, un prieuré de l'ordre des Augustins est construit, peut-être sur la décision de John d'Islay, Lord des Îles. Les ruines en sont toujours visibles aujourd'hui. Au début du XVIe siècle, des sculptures s'ajoutent aux bâtiments du monastère, parmi lesquelles deux grandes croix celtiques et plusieurs dalles gravées.

## Sources
- (en) David Caldwell, Islay, Jura and Colonsay, a Historical Guide, Edimbourgh, Birlinn, 2011
- (en) W.H. Murray, The Hebrides, Londres, Heinemann, 1966
- (en) W.H. Murray, The Islands of Western Scotland : the Inner and Outer Hebrides, Londres, Eyre Methuen, 1973

1. 1 2  Murray 1966, p. 50.
2. ↑  sfn et Watson 2004, p. 81-84.
3. ↑  Caldwell 2011, p. 28.
4. ↑  Murray 1973, p. 281.
5. ↑  Murray 1973, p. 272-273.